# Groupement de réserve et d'intervention
 (octobre 2021).
Le groupement de réserve et d'intervention (GRI) est une unité de maintien de l'ordre et de sécurité au sein de la police algérienne.

## Historique
La première unité anti-émeute a été créée en 1989 et elle était composée de 5 sections dénommées compagnies d'intervention et de réserve (CIR), puis elle a changé de nom pour devenir le 8e groupe régional des unités républicaines (8e GRUS). Et depuis 2014 elle a pris le nom actuel de groupement de réserve et d'intervention (GRI) pour le maintien de l'ordre, la sécurisation et l'appui aux unités territoriales de la sûreté de wilaya d'Alger.
Le GRI est créé en décembre 2014 à la suite de la décision de la directeur général de la Sûreté nationale Abdelghani Hamel, du remplacement des groupements régionaux des Uunités républicaines de sécurité (URS).
Elle y reprend donc les mêmes missions et elle a gardé la même organisation.
Le GRI est basé à Kouba dans la banlieue d'Alger et intervient seulement au niveau de la wilaya d'Alger,.

## Missions
Le GRI à pour mission :
- Le maintien de l’ordre
- La gestion de foules
- La sécurisation des personnes
- La sécurisation des infrastructures et des édifices publics
- La sécurisation des édifices officiels
- La sécurisation et la lutte contre les crimes mineurs
- La lutte contre la criminalité
- La lutte contre les troubles à l’ordre public
- L’application du code de la route

## Organisation
Le GRI  est composée d'un effectif de 1 538 hommes, répartis entre 13 compagnies composés de 6 sections, et les services internes du groupement, chaque unité possède sa spécialité.

## Matériels et véhicules

### Armement

#### Arme de poing
- Smith & wesson M&P
- Glock 17, 18
- Beretta 92

#### Pistolet mitrailleur
- Beretta M12

#### Fusil d'assaut
- AKM
- AKMS

#### Fusil à pompe
- Beretta RS 202P

### Dotation individuelle
- Casque à visière
- Gilet de protection
- Jambières, coudières, genouillères etc.
- Ceinturon
- Gilet tactique
- Gilet pare-balles
- Rangers
- Holster
- Masque à gaz
- Gants

### Véhicules
- Volkswagen Crafter
- Volkswagen Golf V
- Mercedes-Benz Sprinter
- Mercedes-Benz Vario
- Mercedes-Benz Classe G
- Mercedes-Benz Unimog de déblaiement
- Nissan Patrol
- Nissan X-Trail
- Nissan Pathfinder
- Kia Sorento
- Iveco Daily
- Nimr ISV